# NAVSCIATTS
La Escuela Naval de Entrenamiento e Instrucción Técnica de Lanchas Patrulleras (NAVSCIATTS por sus siglas en inglés) es una institución estadounidense dedicada a la instrucción de la Guardia Costera de Estados Unidos.
La Escuela Naval se originó como un equipo móvil de entrenamiento (Mobile Training Team, MTT), resultado de los acuerdos concertados durante la Conferencia de la Alianza para el Progreso en San José, Costa Rica, en 1961. Durante el despliegue inicial, se observó la necesidad de una instalación permanente de adiestramiento y, en mayo de 1963, el Servicio de Guardacostas de los Estados Unidos estableció el Equipo de Inspección y Entrenamiento de Lanchas Patrulleras en Rodman, Estación Naval de los Estados Unidos en Panamá. En junio de 1969, la operación del equipo se transfirió a la Armada de los Estados Unidos y se le renombró Equipo Técnico de Instrucción de Lanchas Patrulleras. 
Como resultado de la creciente demanda de adiestramiento y conforme a la filosofía del expresidente Reagan, la escuela fue establecida oficialmente como comando naval en 1982 y comisionada formalmente en julio de 1983. La escuela formaba parte de las tres escuelas militares en la zona del canal Canal de Panamá (Panama Canal Area Military Schools, PACAMS). Debido al cierre de las instalaciones militares de los Estados Unidos en Panamá a raíz del tratado Torrijos-Carter, la escuela fue trasladada en el 2002 al Centro Espacial Stennis en Misisipi desde donde opera a partir de entonces. En la actualidad, la escuela ofrece ocho cursos de instrucción en diferentes épocas del año.
- Datos: Q6981925
- Multimedia: Naval Small Craft Instruction and Technical Training School / Q6981925